# Phantasy Star III
Phantasy Star III: Generations of Doom (時の継承者 ファンタシースターIII Toki no Keishōsha: Phantasy Star III?,  Lit. Descendientes del tiempo: Phantasy Star III) es un videojuego de rol publicado por Sega originalmente para Mega Drive en Japón en abril de 1990. En 1991, salió en América del Norte y Europa. Es la 3.ª entrega de la serie de Phantasy Star y 3.ª de la del sistema solar Algol. También forma parte de compilatorios Phantasy Star Collection (Saturn/GBA), Mega Drive Collection (PlayStation 2/PSP) y Sega Mega Drive Ultimate Collection (PlayStation 3/Xbox 360). Se diferencia de sus precuelas por estar los personajes y enemigos en una nave y no en un planeta. La historia toma 1000 años después de los eventos de su secuela, Phantasy Star IV.